# 손대면 핫플! 동네멋집
《손대면 핫플! 동네멋집》는 SBS TV에서 매주 토요일 오후 6시 20분에 방송된 예능 프로그램으로 Wavve와 동시에 방송했다.

## 기획 의도
폐업 위기의 동네 카페를 구원하러 온 대한민국 카페의 신의 맞춤형 특급 솔루션

## 방송 일정
| 방송 채널 | 방송 기간                          | 방송 시간                    | 비고      |
| --------- | ---------------------------------- | ---------------------------- | --------- |
| SBS TV    | 2023년 9월 6일                     | 매주 수요일 밤 10:40 ~ 12:30 | 통합 편성 |
| SBS TV    | 2023년 9월 12일 ~ 2023년 11월 28일 | 매주 화요일 밤 10:20 ~ 12:00 | 통합 편성 |
| SBS TV    | 2024년 9월 7일 ~ 2024년 11월 23일  | 매주 토요일 저녁 6:20 ~ 8:00 | 통합 편성 |
| SBS TV    | 2025년 10월 ~                      |                              | 통합 편성 |

## MC

### 시즌 1
- 오상진 (8회 ~ 12회)
- 김지은
- 유정수
- 손동표[1]
- 김성주 (1회 ~ 7회)

### 시즌 2
- 유정수
- 한혜진
- 조나단

### 시즌 3
- 유정수
- 이현이
- 김호영
- 하리무

## 스페셜 MC

### 파일럿
- 몬스타엑스 주헌 (1회 ~ 2회)
- 김우석 (3회 ~ 5회)

### 시즌 1
- 손동표 (1회 ~ 4회)
- 이인권 (5회 ~ 7회)
- 안치훈 (11회 ~ 12회)

### 시즌 2
- CRAVITY 형준 (1회 ~ 3회)
- 스테이씨 시은 (4회 ~ 5회, 7회)
- 위아이 김요한 (6회 ~ 7회)
- 허성범 (8회 ~ 10회)
- Billlie 츠키 (11회 ~ 12회)

## 시청률

### 2023년 파일럿
| 회차 | 방송일   | AGB 시청률      |
| 회차 | 방송일   | 대한민국 (전국) |
| ---- | -------- | --------------- |
| 1    | 6월 7일  | 1.8%            |
| 2    | 6월 14일 | 2.3%            |
| 3    | 6월 21일 | 1.9%            |
| 4    | 6월 28일 | 2.4%            |
| 5    | 7월 5일  | 2.2%            |

### 2023년 정규 (시즌 1)
최저 시청률과 최고 시청률은 시청률 조사회사와 지역별로 시청률에 차이가 있을 수 있습니다.
| 회차 | 방송일    | AGB 시청률      |
| 회차 | 방송일    | 대한민국 (전국) |
| ---- | --------- | --------------- |
| 1    | 9월 6일   | 1.6%            |
| 2    | 9월 12일  | 2.4%            |
| 3    | 9월 19일  | 2.0%            |
| 4    | 9월 26일  | 1.5%            |
| 5    | 10월 10일 | 2.6%            |
| 6    | 10월 17일 | 2.2%            |
| 7    | 10월 24일 | 2.0%            |
| 8    | 10월 31일 | 2.3%            |
| 9    | 11월 7일  | 2.3%            |
| 10   | 11월 14일 | 3.1%            |
| 11   | 11월 21일 | 2.5%            |
| 12   | 11월 28일 | 2.1%            |

### 2024년 정규 (시즌 2)
최저 시청률과 최고 시청률은 시청률 조사회사와 지역별로 시청률에 차이가 있을 수 있습니다.
| 회차 | 방송일    | AGB 시청률      |
| 회차 | 방송일    | 대한민국 (전국) |
| ---- | --------- | --------------- |
| 1    | 9월 7일   | 2.2%            |
| 2    | 9월 14일  | 1.9%            |
| 3    | 9월 21일  | 2.3%            |
| 4    | 9월 28일  | 1.6%            |
| 5    | 10월 5일  | 1.3%            |
| 6    | 10월 12일 | 1.4%            |
| 7    | 10월 19일 | 1.4%            |
| 8    | 10월 26일 | 1.4%            |
| 9    | 11월 2일  | 1.7%            |
| 10   | 11월 9일  | 1.7%            |
| 11   | 11월 16일 | 1.3%            |
| 12   | 11월 23일 | 1.9%            |

## 수상 목록
- 2023년 SBS 연예대상 여자 신인상 : 김지은
- 2023년 SBS 연예대상 특별상 : 유정수
- 2023년 SBS 연예대상 라이징 스타상 : 손동표
- 2023년 SBS 연예대상 남자 우수상 : 오상진
- 2024년 SBS 연예대상 ESG상 : 한혜진, 조나단, 유정수, 허성범

## 편성 변경
- 2023년 9월 26일 : 항저우 아시안 게임 편성으로 밤 11시 10분에 방영함.
- 2023년 11월 21일 : 밤 11시 10분에 방영함.

## 결방
- 2023년 10월 3일 : 항저우 아시안 게임 중계방송 인한 결방.